# 朱與翹
朱與翹（1545年—1608年），字楚伯，號惺復，浙江杭州府海寧縣人，世居花园里，称花园朱。明朝政治人物。

## 生平
萬曆十九年（1591年）舉辛卯科浙江鄉試第六十名。萬曆二十年（1592年），聯登壬辰科會試第一百九十六名，第三甲第一百七十三名進士，禮部觀政，二十一年授江陰縣知縣，二十二年調簡，二十三年補長葛縣，二十八年升南京刑部福建司主事，二十九年升本部郎中，三十三年官江西建昌府知府，三十六年仕至廣西副使。萬曆三十六年卒，享年六十四。

## 家族
曾祖朱良；祖父朱鵠；本生祖父朱鵬，教授；父朱一卿，號復林，廪生，累贈中宪大夫建昌府知府。母祝氏，累贈恭人。永感下。從弟朱履儀（乙酉舉人）、朱炳文（乙酉舉人）、朱學忠（同科舉人）。